# Frente de Juventudes
El Frente de Juventudes (FJ) va ser l'organització infantil i juvenil de Falange Española Tradicionalista y de las Juntas de Ofensiva Nacional Sindicalista (FET y de las JONS) que funcionà entre 1940 i 1961. Anomenada "L'obra predilecta del règim", va ser el principal agent de la política de joventut del règim franquista.

## Antecedents
Els principals antecedents del FJ foren les organitzacions juvenils dels partits i organitzacions polítiques que donaren suport al Cop d'estat del 18 de juliol de 1936 que funcionaren a la zona franquista durant la Guerra Civil fins al Decret d'Unificació del 19 abril de 1937. En concret: "Los Pelayos de España" creades per la Comunión Tradicionalista, els "balilles" i "flechas" de Falange Española, entre altres grups menors. A partir del Decret d'Unificació es dissolen en l'”Organitzación Juvenil unificada” que encapçalarà un "Delegado Nacional", un "Subdelegado" i un "Consejo Nacional de Organizaciones Juveniles" i crearà una organització de base provincial. Els infants i joves s'enquadraran per franges d'edat: ”Pelayos”, "Flechas" i "Cadetes". La branca femenina que tindrà una organització paral·lela es denominaren: "Margaritas", Flechas Femeninas i "Flechas azules". Exemples del tipus d'activitats que realitzaven ern les desfilades, la formació d'intructors, esports i gimnàsia, música i teatre, cursets sanitaris, premsa i propaganda, conferències, campaments, exercicis pramilitars... Un altre antecedent serà el Sindicato Español Universitario, SEU que agrupava estudiants d'adscripció tradicionalista, catòlics, monàrquics i falangistes.

## Naixement i objectius
La creació del Frente de Juventudes per llei va ser el 6 de desembre de 1940. Va significar per una part la creació com organització, però especialment com principal instrument de la política de joventut del règim franquista que perdurà fins a l'any 1961. El Frente de Juventudes es defineix "como institución cuya finalidad es la formación y encuadramiento de la fuerzas juveniles de España". L'objectiu fonamental serà l'educació física dels joves i la seva socialització política en els principis falangistes, que s'havia d'aconseguir mitjançant l'adoctrinament ideològic a les escoles i centres de treball, però també amb seguit d'activitats extraescolars i extra laborals: esports, actes culturals, desfilades, marxes, concentracions i, per devant de tot, la realització de campaments. El Frente de Juventudes assumirà també diverses funcions assistencials: serveis sanitaris, beques, menjadors socials, etc.

## Organització i desenvolupament
La nova organització que absorbirà l'”Organización juvenil unificada” del partit únic, es va dotar d'una estructura, molt complexa: A / Línia de comandament: Delegado Nacional, Jefe Nacional de Seu, Secretario Nacional; b/ Seccions d'enquadrament enquadraven obligatòriament tots els nens i joves d'entre 7 i 21; anys agrupant-los en diverses seccions:1/ Sindicato Español Universitario; 2/ Secció de centres d'ensenyament,; 3/-Secció de centres de treball; i 4/ Secció rural. c/ Línia assessora: conjunt de gabinets especialitzats encarregats d'enllaçar amb l'estructures de l'Estat, l'Església i el partit únic; d/: Línia executiva: departaments executius de línia de comandament: premsa i propaganda, administració i contractació, campaments i albergs, intendència, servei exterior, etc.
La Sección Femenina. tindrà una organització paral·lela, (amb una secció destacada de Coros i Danzas per preservar el folklore). Dins del FJ es van crear les Falanges Juveniles de Franco -d'afiliació voluntària- com. nucli més ideologitzat de l'organització viver de futurs militants del partit (FET de las JONS) i quadres del règim. Les FJF tingueren els plans més acurats de formació, proselitisme, agitació política...
El règim dotarà el FJ amb un conjunt de mitjans,: a/ Humans : personal professional funcionarial, el Servei Nacional d'Instructors (el Cos Especial d'Oficials Instructors formats a l'Acadèmia de Comandaments «José Antonio» de Madrid, titulats en Educació Física, Formació Cívic-Social i Campaments9, i els comandaments menors; y b/ Materials: pressupost específic que incloïa les subvencions dels ajuntaments i altres institucions, i infraestructura material i instal·lacions (campaments, residències juvenils, cases de joventud, clubs juvenils, escoles especialitzadse, aeromodelisme, primàries, navals...(l'any 1977 en un inventari es calculaven 2.777 instal·lacions a tot l'Estat).
La simbologia i els uniformes que utilitzaran els comandaments de l'organització i els nois, en especial els de FJF, reflectiran els models en els quals s'inspiraren i mantenien contacte: les Joventuts Hitlerianes del Partit Nazi i els "balilles" del partit feixista italià. El mateix es pot dir de la ideologia i la simbologia que impregnaven les activitats quotidianes de l'organització, l'ús de banderes, escuts, formacions militars, desfilades, lemes ("Por el Imperio hacia Dios", "España és una unidad de Destino en lo Universal"...) cançons ("Montañas nevadas...) clarament influïda, com no podia ser d'altra manera, per la del partit únic: la FET y de las JONS. El FJ mantingué com el patró 
 l'organització a "San Fernando", patrontage després continuat per l'OJE.
Els "Delegados Nacionales del FJ" van ser: de 1940 a 1955 José Antonio Elola-Olaso;i de 1955 a 1962 Jesús López-Cancio Fernández.

## Activitats i serveis
Els serveis i activitats, que va desenvolupar el FJ van ser molt amplis i nombrosos, ja que cobrien l'àmbit educatiu, el del temps lliure, el de la cultura i, fins i tot, el de la informació; destacar principalment, els tornejos i competicions d'activitats esportives, els campaments i albergs, activitats culturals i de temps lliure com teatre, aeromodelisme, la sanitat escolar i empreses com la CAR (Cadena Azul de Radiodifusión), lOficina de Viatges TIVE (Turisme, Intercanvi i Viatges Educatius), la Xarxa Espanyola d'Albergs Juvenils, la Xarxa de Basars Juvenils, i l'Editorial Doncel, fins i tot va arribar a dependre de Joventuts l'Escola Oficial de Periodisme, abans de la creació de les Facultats de Ciències de la Informació.
En l'àmbit educatiu, el FJ va arribar a disposar d'una xarxa de col·legis d'ensenyament primari i una de col·legis enors (ensenyament secundari en règim d'internat), a més de tenir l'exclusivitat d'organització, impartició i avaluació, en tots els nivells educatius, de diverses assignatures: Educació Física, Educació política (que va rebre diversos noms a mesura que el règim evolucionava) i, per a les nenes, diverses assignatures que van constituir en conjunt els anomenats "Enseñanzas del Hogar".

## Dissolució
El FJ jurídicament no es va derogar, el nou "Decreto Ordenador de la Delegación Nacional de Juventudes" de 26-11- de 1961, simplement deixa de parlar del FJ, i fixa la finalitat de la Delegación Nacional de Juventudes com "... És el òrgano a quien el estado tiene encomendada la educación cívica i política y la educación física de los españoles menores de veintiun años“. Les “Falanges Juveniles de Franco" s'hi integraren i donaren pas a la Organización Juvenil Española OJE, menys polititzada i amb el temps (1977) amb personalitat jurídica pròpia. De fet el Frente de Juventudes no es va derogar fins a la transició quan el govern d'Adolfo Suárez González aprova el Reial decret llei 23/1977, d'1 d'abril, Sobre reestructuració dels òrgans dependents del Consejo Nacional i nou règim jurídic de les Associacions, funcionaris i patrimoni del Moviment. Que suprimia tots els òrgans del Movimiento Nacional (partit únic).

## Els resultats
La majoria dels especialistes estan d'acord que el FJ no va complir amb els objectius que el règim franquista l'havia encomanat. Per un seguit de causes: poc arrelament fins a la Guerra Civil de la ideologia feixista, poc pes del falangisme entre el joves en la preguerra, l'existència d'organitzacions juvenils de l'església que competien pel mateix públic juvenil, inadequació entre fins i mitjans, manca de suport social de la població i de les institucions del mateix règim, de l'església, l'exèrcit, el ministeri d'Ensenyament... Fins a 1945 l'organització va demostrar una certa empenta en aquesta tasca d'adoctrinament polític. Després es va burocratitzar i va accentuar el vessant assistencial cosa que provocà les protestes dels sectors més ideologitzats de l'organització, però sense que això impliqués cap contratemps seriós per al règim. El FJ ideològicament i organitzativa s'anirà adequant, lógicament, a l'evolució que anava experimentant el règim i les tendències dels diferents governs franquistes (final Segona Guerra Mundial, Autoarquia, "els plans de desarrollo"...) de fet la seva desaparició està relacionada amb el canvi socioeconòmic de la societat española del moment que obligà al régim a canviar la seva política de joventut. En la part dels elements positius alguns especialistes assenyalen que va obrir a sectors juvenils determinats els beneficis del temps lliure (campaments...), també que serví d'instrument de socialització social i política en algunes zones de l'Estat (no és el cas de Catalunya) a joves especialment de la dreta (en el capítol negre també als de l'extrema dreta violenta), però també de l'esquerra que avui constitueixen l'elit política i funcionarial de l'Estat espanyol.
A Catalunya. el pes del Frente de Juventudes va ser sempre petit, encara que variava força segon les comarques. Per exemple el 1947, les Falanges Juveniles de Franco només comptaven amb 12.574 afiliats a Catalunya (el 3,57% del joves d'entre 7 i 21 anys, percentatge molt semblant al del conjunt de l'Estat, que era del 3’67%). Altrament, dels 976 instructors del Frente de Juventudes que es formaren a l'Acadèmia de Mandos José Antonio, només 28 procedien de Catalunya. El FJ va haver de competir a Catalunya amb les organitzacions juvenils emparades per l'Església (escoltisme (Minyons de Muntanya i DDE), la JOC, JEC, les organitzacions esportives... La llengua i el seu extremat nacionalisme espanyol no l'ajudaren. El Frente de Juventudes/ OJE va ser ineficaç tant a "hora d'enquadrar els joves com de captar militants per a FET y de las JONS, i aquesta sensació de fracàs. era àmpliament admesa entre molts dels dirigents de l'organització.
Va ser substituïda el 1960 per l'Organització Juvenil Espanyola (OJE).